# La Avalancha
La Avalancha fue una revista católica ilustrada, de periodicidad quincenal, editada entre 1895 y 1950 en la ciudad española de Pamplona.

## Biblioteca Católico-Propagandista
En el contexto del pontificado de León XIII, quien publicaría la encíclica Rerum Novarum en 1891, el catolicismo social español «mostró desde sus comienzos una viva preocupación por la extensión de la alfabetización y los hábitos lectores entre las clases trabajadoras». En el verano de 1887, en una casa del barrio de la Rochapea, nacía esta organización presidida por Dámaso Legaz Laurencea, como «sociedad, cuyo principal objeto es contrarrestar en lo posible la propagación de las malas lecturas, por medio de la difusión gratuita de opúsculos, folletos, hojas, etc., en las escuelas, cárceles, hospitales, romerías, fiestas populares, actos de Misión y de ejercicios religiosos» ("Reglamento de la Sociedad Biblioteca Católico-Propagandista, tit.II, art. 2º). 

## La Avalancha
La revista La Avalancha, de carácter gratuito, fue creada en 1895 como órgano de la Biblioteca Católico-Propagandista, y se declaró «al servicio de la religión y de Navarra», logrando alcanzar una tirada media anual de unos 25.000 ejemplares. Aunque cuidó los temas regionales y locales, principalmente defendió la doctrina social de la Iglesia, preocupándose por la situación socioeconómica de la provincia y de la emigración. Opuesta al liberalismo y al socialismo, sus ideas generalmente coincidían con las de los integristas, a pesar de no comprometerse con ningún partido político.
Logró hacerse famosa y contó con la colaboración de importantes escritores y periodistas navarros, como Arturo Campión, Juan Iturralde y Suit, Julio Altadill o Baldomero Barón Rada, y difusores católicos de toda España, como María de Echarri, Jaime Collell, Antonio Pérez Goyena, Cristóbal Botella y Serra, Juan Marín del Campo o los jesuitas Francisco Escalada Rodríguez, Antonio de Madariaga y Alberto Risco, entre otros muchos. 
En la parte ilustrativa supuso un escaparate para muchos fotógrafos como Aquilino García Deán, funcionario municipal, en una fase de transformación urbana de la capital navarra muy importante.
Empezó publicando cuatro páginas, ampliando luego a ocho y, finalmente, a dieciséis, empezando cada año la numeración de páginas que se prosigue en todos los ejemplares siguientes publicados dentro del mismo año. Tenía un formato de 35 x 25 cm, y estaba compuesto tipográficamente por dos columnas. Desde su fundación, y hasta 1910, se imprime en la Calle Tejería, 24, en los talleres de Joaquín Lorda y de su viuda. Posteriormente en la imprenta de Jesús García, en la Calle Estafeta, 31.
En el último número, el 1312, lanzado el 8 de febrero de 1950 informaba que «habiendo resultado en el año 1949 con déficit nuestra revista» se suspendía su publicación. Habiendo nacido para combatir las «malas lecturas», en la España franquista, con la censura oficial en vigor, su cometido se había quedado obsoleto.

## Galería de imágenes

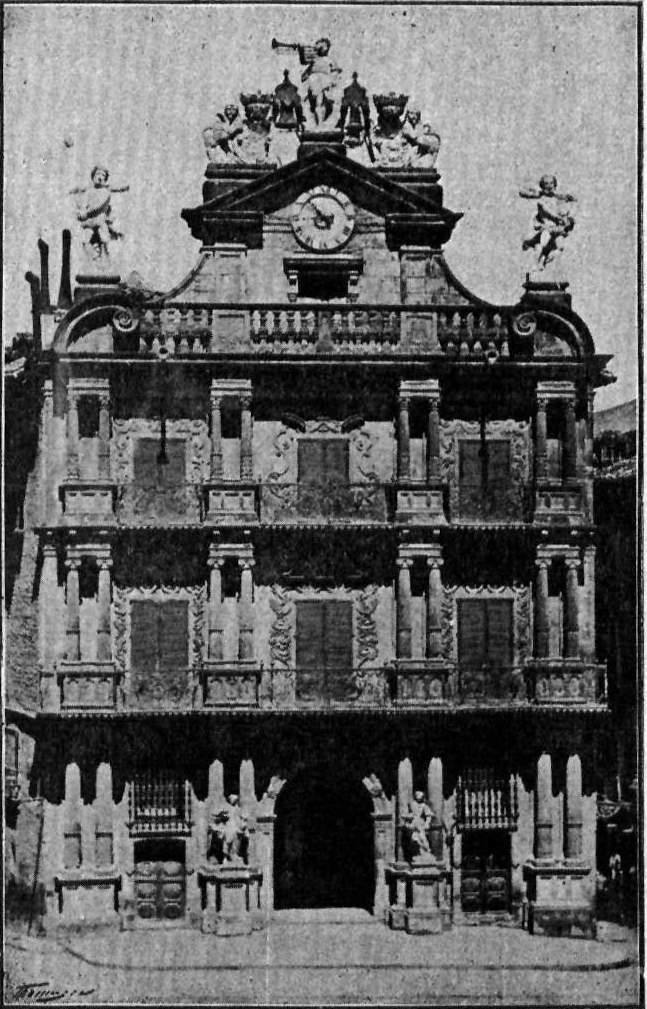
Fachada del Ayuntamiento de Pamplona (1896)
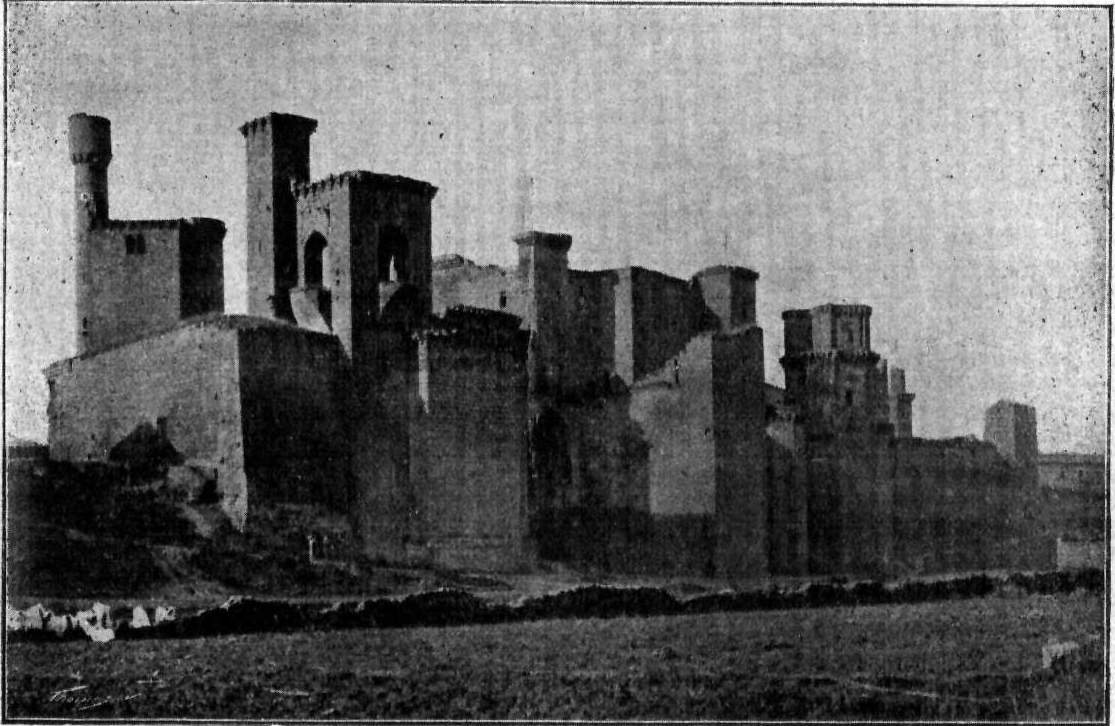
Palacio Real de Olite en 1896
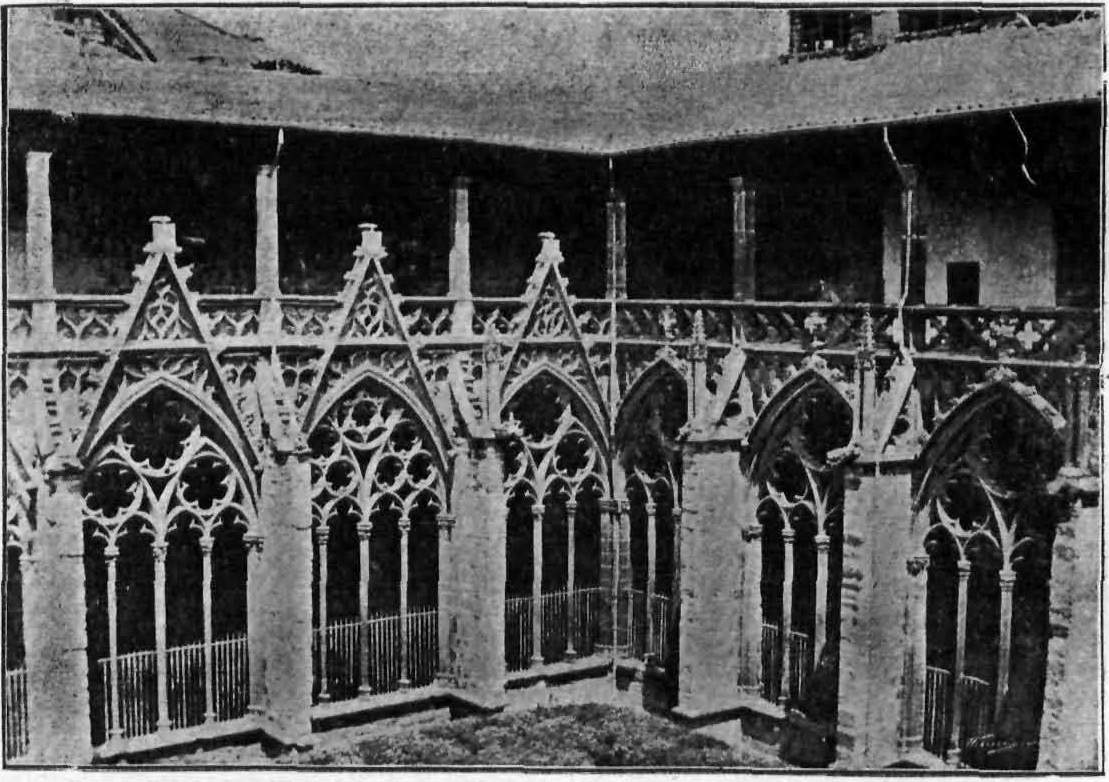
Claustro de la Catedral de Pamplona (1895)
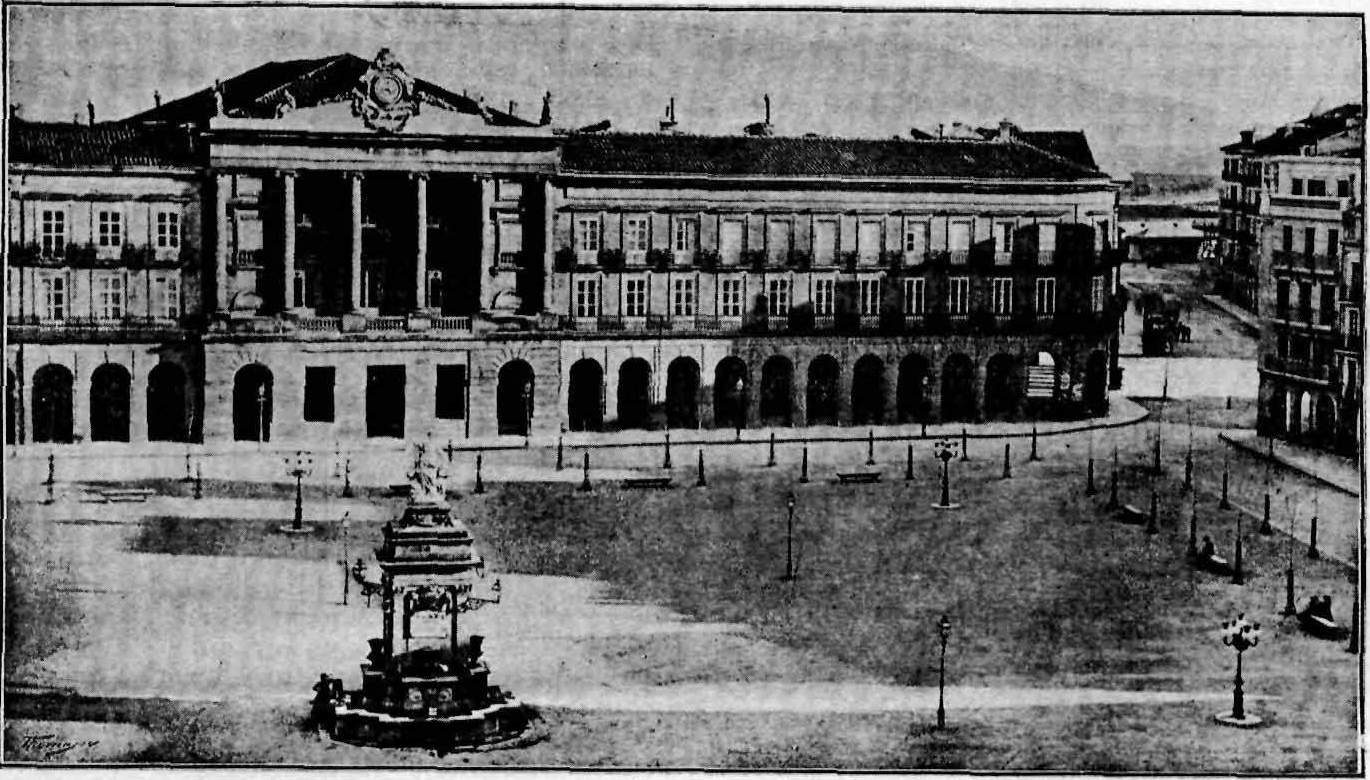
Plaza del Castillo (1895)
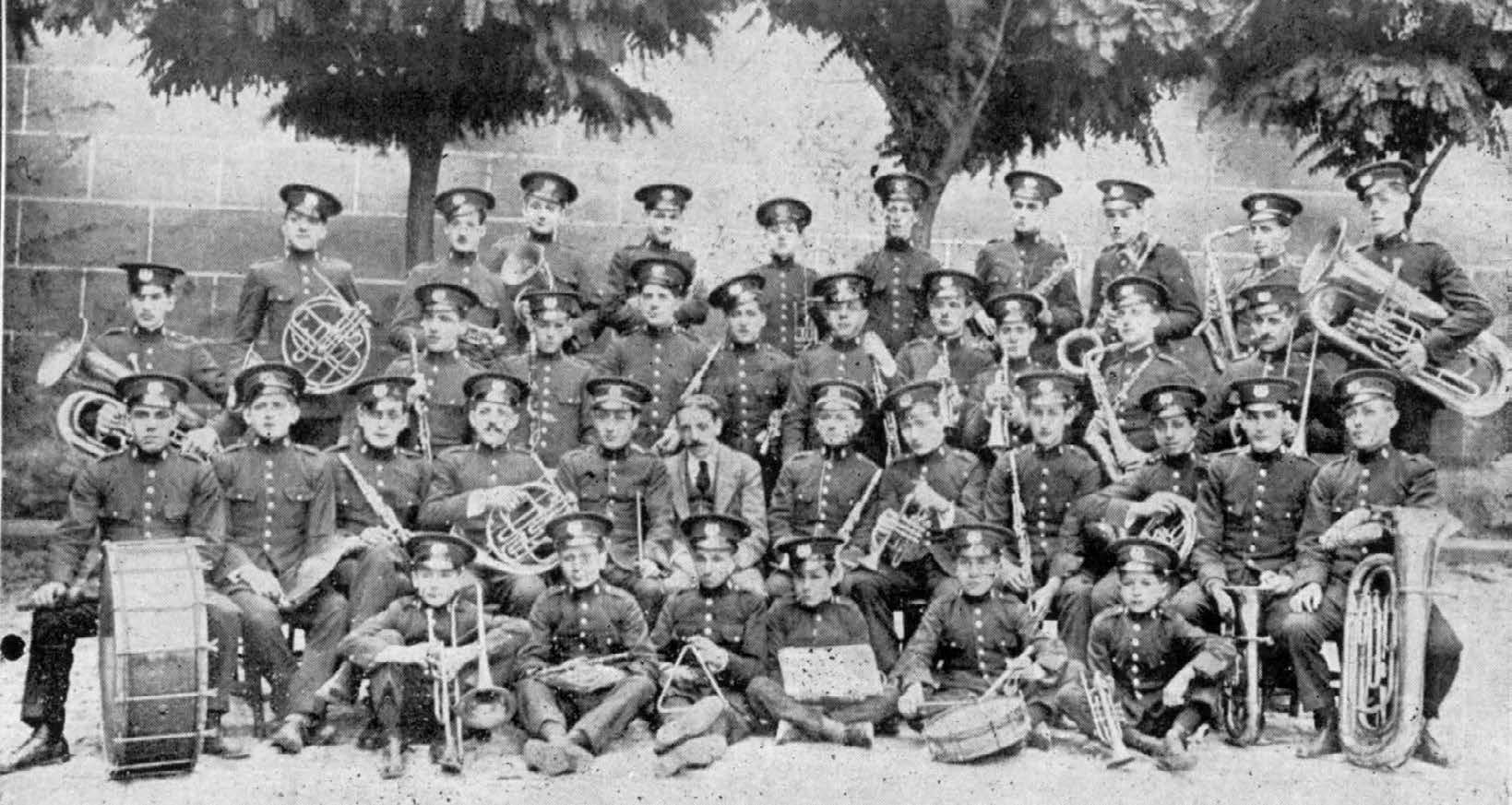
La Pamplonesa (1920)
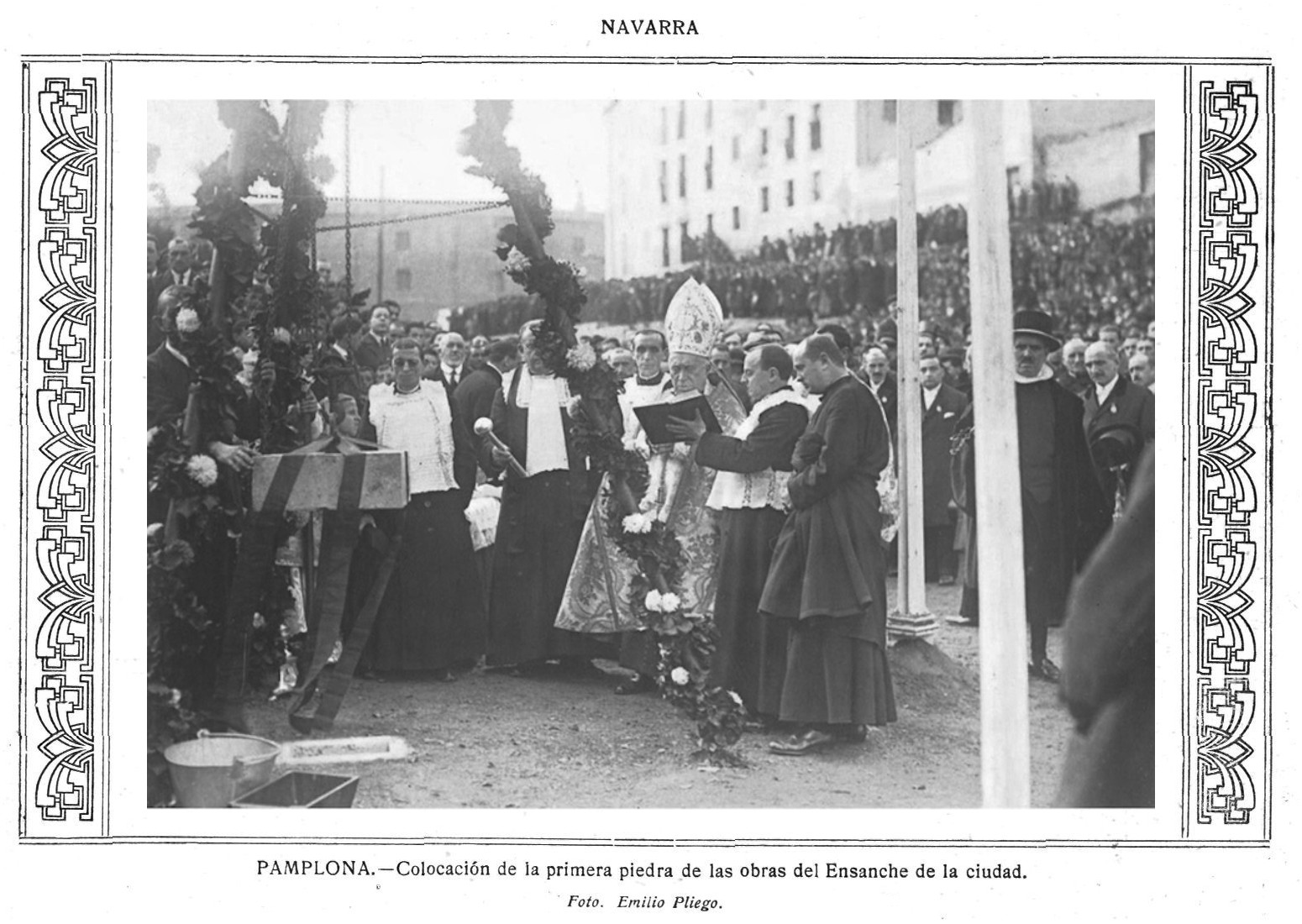
Inauguración del Segundo Ensanche de Pamplona (1921)
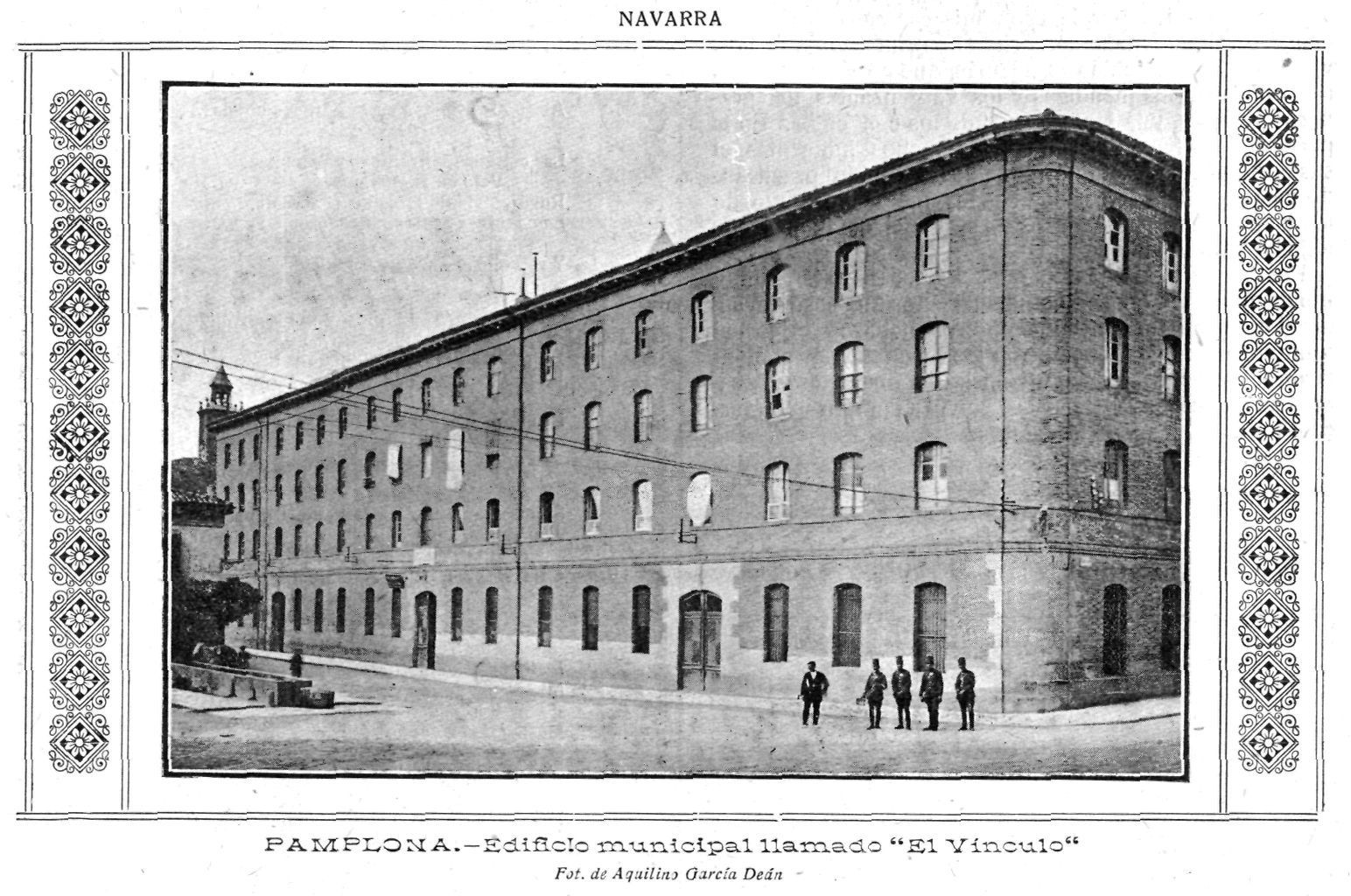
El edificio municipal del Vínculo de Pamplona (1917)

## Fondos digitalizados en línea
Las 1316 publicaciones de esta revista ilustrada (1895-1950) están disponbibles en el servicio de la Biblioteca Navarra Digital.